# Éric Caro
Pour les articles homonymes, voir Caro.
Éric Caro est un photographe français, essentiellement connu pour son travail comme photographe de plateau.
Il a aussi joué un rôle dans le court métrage Le Bunker de la dernière rafale de Marc Caro et Jean-Pierre Jeunet.

## Filmographie

### Comme photographe de plateau
- 1981 : Le Bunker de la dernière rafale de Marc Caro et Jean-Pierre Jeunet
- 1986 : Libertine (clip de la chanson de Mylène Farmer) de Laurent Boutonnat
- 1986 : Charlotte for Ever de Serge Gainsbourg
- 1991 :  Delicatessen de Marc Caro et Jean-Pierre Jeunet
- 1995 : La Cité des enfants perdus' de Marc Caro et Jean-Pierre Jeunet
- 1996 : Bernie d'Albert Dupontel
- 1997 : Marquise de Véra Belmont
- 1998 : Les Couloirs du temps : Les Visiteurs 2 de Jean-Marie Poiré
- 1998 : Ça n'empêche pas les sentiments de Jean-Pierre Jackson
- 1998 : Si je t'aime, prends garde à toi de Jeanne Labrune
- 1999 : Quasimodo d'El Paris de Patrick Timsit
- 1999 : Le Temps retrouvé de Raoul Ruiz
- 2000 : Vive nous ! de Camille de Casabianca
- 2000 : Selon Matthieu de Xavier Beauvois
- 2001 : Le Pacte des loups de Christophe Gans
- 2002 : Laissez-passer de Bertrand Tavernier
- 2002 : And Now... Ladies and Gentlemen de Claude Lelouch
- 2002 : Le Papillon de Philippe Muyl
- 2003 : Sept ans de mariage de Didier Bourdon
- 2004 : Agents secrets de Frédéric Schoendoerffer
- 2004 : Les Parisiens de Claude Lelouch
- 2005 : La cloche a sonné de Bruno Herbulot
- 2006 : Du jour au lendemain de Philippe Le Guay
- 2007 : Le Renard et l'Enfant de Luc Jacquet
- 2007 : Truands de Frédéric Schoendoerffer
- 2007 : Hitman de Xavier Gens
- 2008 : L'Homme de chevet d'Alain Monne
- 2010 : From Paris with Love de Pierre Morel
- 2010 : Joseph et la Fille de Xavier de Choudens
- 2011 : De l'huile sur le feu de Nicolas Benamou

### Autres
- 1981 : Le Bunker de la dernière rafale de Marc Caro et Jean-Pierre Jeunet - acteur
- 1985 : Maître cube de Marc Caro - chef décorateur
- 1995 : La Cité des enfants perdus de Marc Caro et Jean-Pierre Jeunet - réalisateur du making-of (intitulé Les Enfants de la cité perdue)
- 2001 : De l'amour de Jean-François Richet - superviseur du script
- 2003 : Mariées mais pas trop de Catherine Corsini - chef accessoiriste